# Eupithecia aequistriaria
Eupithecia aequistriaria är en fjärilsart som beskrevs av Turati och Krüger 1936. Eupithecia aequistriaria ingår i släktet Eupithecia och familjen mätare. Inga underarter finns listade i Catalogue of Life.